# Léonard Willenecker

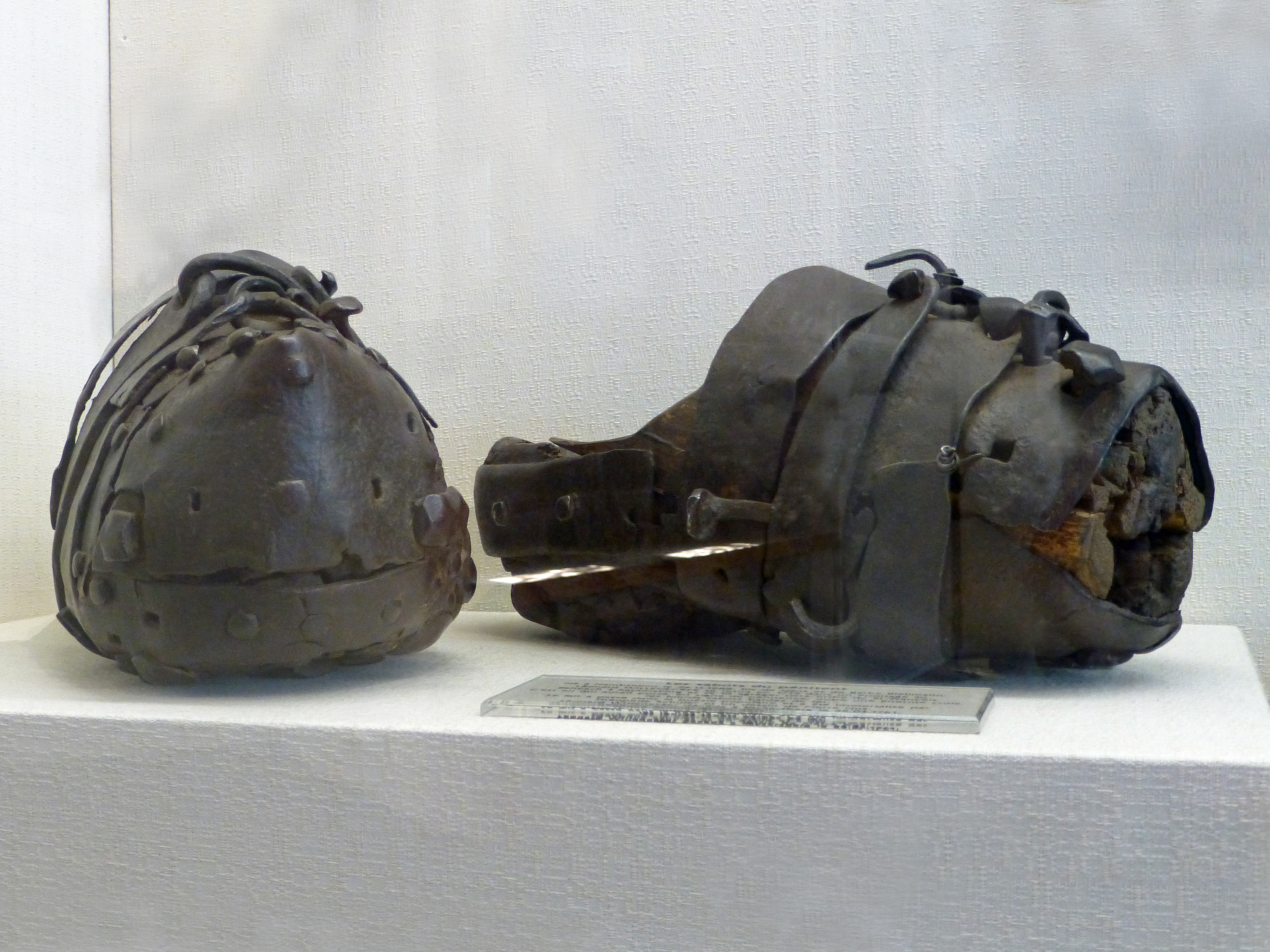
Les sabots du pénitent au Musée historique de Kaysersberg

Léonard Willenecker, né le 24 novembre 1688 à Nambsheim (Haut-Rhin) et mort le 26 avril 1761 à Kaysersberg (Haut-Rhin), est un ermite alsacien, plus connu sous l'appellation « pénitent de Kaysersberg », qui, lorsqu'il se retira à l'ermitage du Rehbach, près de Kaysersberg, en 1719, aurait porté, en signe de pénitence, une lourde croix et des sabots de fer.
Selon Annette Braun, présidente de la Société d'histoire de Kaysersberg, les nombreuses hypothèses avancées par les historiens Joseph M. B. Clauss ou Auguste Scherlen, le député-maire Joseph Rieder, le poète et folkloriste Auguste Stoeber ou encore Louis Paul Huot mêlent toutes histoire et légende et ne permettent aucune certitude – les célèbres sabots restant la seule réalité tangible.

## Culture populaire
Ces lourds sabots bardés de fer, d'un poids de 10,7 kg, figurent en bonne place dans la grande vitrine du Musée historique de Kaysersberg, dont ils constituent l'une des attractions majeures.
Une gravure de Théophile Schuler, une pièce de théâtre en dialecte de François Contet, un poème de Wilhelm Lindeck, un dessin de Pierre Nuss (1910-2000) contribuèrent – parmi d'autres – à immortaliser son histoire.
En 2011 un spectacle son et lumière mit en scène la légende du célèbre pénitent qui marqua l'histoire de la ville.